# محوطه قلاع
محوطه قلاع مربوط به دوره اشکانیان است و در شهرستان خرم‌آباد، بخش ویسیان، دهستان ویسیان، روستای گل آبان ۳ واقع شده و این اثر در تاریخ ۱۳ آبان ۱۳۸۶ با شمارهٔ ثبت ۱۹۸۴۲ به‌عنوان یکی از آثار ملی ایران به ثبت رسیده است.